# Thierry Perrin
Pour les articles homonymes, voir Perrin.

a Compétitions nationales et continentales officielles uniquement.

Dernière mise à jour le 25 janvier 2022.
Thierry Perrin, né le 17 octobre 1956 est un joueur français de rugby à XV, ayant évolué au poste d'ailier.

## Biographie
Thierry Perrin  est promu en équipe première du FCG lors de la saison 1975-76.
Le club grenoblois vient d'être relégué en groupe B, une deuxième division qui ne veut pas dire son nom.
Meilleur marqueur d'essais du club en 1976 (9 essais), 1977 (6 essais) et 1979 (10 essais). Il permet aux Isérois de remonter en 1979 et de revenir au sommet de la hiérarchie nationale terminant 1er de la saison régulière (sur les 40 clubs engagés) en 1981 et second les deux années suivantes sans pour autant confirmer en phases finales.
Pour sa part, il continue d'enchaîner les essais, meilleur marqueur de son club en 1980 (6 essais), 1981 (11 essais), 1982 (16 essais) et 1983 (8 essais).
Il termine également le meilleur marqueur d'essais du championnat de France en 1982 avec 11 essais.
Fin 1981, il est sélectionné avec l'équipe des Alpes qui au stade Charles-Berty de Grenoble réussira l'exploit de battre les All Blacks qui essuieront là leur seule défaite (16-18) de toute leur tournée européenne.
Il joue au total onze saisons au FC Grenoble, jouant notamment une finale du Challenge Yves du Manoir en 1986.
Il rejoint le club voisin de Seyssins lors de la saison 1987-1988. 
Il accède avec ses derniers à la finale du championnat de France de troisième division et ainsi à la  deuxième division.

## Palmarès
Avec le FC Grenoble
- Championnat de France de première division :
  - Demi-finaliste (1) : 1982
- Challenge Yves du Manoir :
  - Finaliste (1) : 1986
- Coupe de France :
  - Demi-finaliste (2) : 1985 et 1986

Avec le Seyssins
- Championnat de France de troisième division :
  - Finaliste (1) : 1988[9]